# 莲山镇
莲山镇，是中华人民共和国广西壮族自治区贺州市富川瑶族自治县下辖的一个乡镇级行政单位。

## 行政区划
莲山镇下辖以下地区：
莲山街社区、吉山村、沙洲村、金峰村、罗山村、莲塘村、洞口村、下坝山村、洋狮村、米溪村、鲁洞村和荆早村。

## 中国传统村落
2013年8月，大莲塘被评为第二批中国传统村落。